# جان کنت گالبرایت
جان کنت گالبرایت (به انگلیسی: John Kenneth Galbraith) (زاده ۱۵ اکتبر ۱۹۰۸ در انتاریو، کانادا – درگذشته ۲۹ آوریل ۲۰۰۶ در کمبریج، ماساچوست) اقتصاددان، سیاست‌مدار و دیپلمات آمریکایی کانادایی بود.
گالبرایت از سال ۱۹۳۴ تدریس در دانشگاه هاروارد را آغاز کرد. با آغاز جنگ جهانی دوم وارد تشکیلات حکومتی آمریکا شد و مسئول اداره نظارت بر قیمت‌ها شد، گالبرایت خود معتقد بود که بیشترین قدرت عملی را در آن دوران داشت و در پست‌های دیگری که پس از ان بر عهده گرفت، بیشتر در حاشیه و به مثابه یک ناظر قرار داشت. او با دولت آیزنهاور نیز همکاری کرد و در انتخابات ریاست جمهوری آمریکا ۱۹۶۰ یکی از مشاوران انتخاباتی جان اف کندی بود و با پیروزی او از سال ۱۹۶۱ تا ۱۹۶۳ به عنوان سفیر آمریکا در هند فعالیت کرد.
گالبرایت همچنین دو بار مدال آزادی ریاست جمهوری را دریافت کرده‌است؛ بار اول در ۱۹۴۶ از هری ترومن و دومین بار در سال ۲۰۰۰ از بیل کلینتون.

## زندگی
جان گالبرایت فرزند یک زوج اسکاتلندی‌تبار اهل انتاریو؛ «ویلیام گالبرایت» کشاورز و معلم مدرسه و «سارا کندال» فعال سیاسی بود.
گالبرایت مدرک کارشناسی خود را در ۱۹۳۱ از کالج کشاورزی انتاریو دریافت کرد. سپس به دانشگاه برکلی در کالیفرنیا رفت و در ۱۹۳۳ کارشناسی ارشد و یک سال بعد دکترای اقتصاد کشاورزی را گذراند. در همان سال مدرس دانشگاه هاروارد و در ۱۹۴۹ استاد این دانشگاه شد.
گالبرایت در ۱۹۳۷ تابعیت ایالات متحده را دریافت کرد و یک فرصت مطالعاتی یک‌ساله در دانشگاه کمبریج را به دست آورد و در ۱۹۳۸ چند ماهی را هم در برلین گذراند. گالبرایت از ۱۹۳۹ تا ۱۹۴۰ در دانشگاه پرینستون نیز به تدریس پرداخت و از ۱۹۴۳ تا ۱۹۴۸ سردبیر مجله آینده (Future Magazine) بود.

## مناصب دولتی

### سفارت در هند
پس از انتخاب کندی به سمت ریاست‌جمهوری، گالبرایت نیز در ۱۹۶۱ برای سفارت آمریکا در هند انتخاب شد. او در آن دوران به تأسیس نخستین دانشکده علوم کامپیوتر در کانپور، اوتار پرادش کمک کرد و سفر ژاکلین کندی بانوی اول ایالات متحده به هند و پاکستان نیز به توصیه او انجام شد.

## خانواده
گالبرایت در ۱۷ سپتامبر ۱۹۳۷ با کاترین مریام ازدواج کرد. آن‌ها ۴ پسر به دنیا آوردند، فرزند اولشان جی آلن وکیل است، فرزند دوم آن‌ها داگلاس در کودکی از بیماری لوسمی درگذشت، فرزند سومشان پیتر گالبرایت به عنوان سفیر آمریکا در کرواسی فعالیت کرده و یکی از کارشناسان روابط خارجی آمریکا به ویژه در زمینه بالکان و خاورمیانه به حساب می‌آید و جیمز گالبرایت فرزند چهارم اقتصاددان برجسته که در دانشگاه تگزاس تدریس می‌کند.

## آثار
تعدادی از مهم‌ترین کتاب‌های جان کنت گالبرایت:
- سرمایه‌داری آمریکا: مفهوم قدرت تلافی‌جویانه - ۱۹۵۲ (به انگلیسی: American Capitalism: The Concept of Countervailing Power) - ترجمه فارسی: آرسن نظریان، انتشارات فرانکلین
- جامعه متمول - ۱۹۵۸ (به انگلیسی: The Affluent Society) - ترجمه فارسی: حسین شجره، مؤسسه علوم اداری، ۱۳۴۰.
- روش‌های توسعه اقتصادی - ۱۹۶۲ (به انگلیسی: Economic Development in Perspective) - ترجمه فارسی: هوشنگ نهاوندی، انتشارات دانشگاه تهران، ۱۳۴۴.
- دولت صنعتی جدید - ۱۹۶۷ (به انگلیسی: The New Industrial State)
- طبیعت فقر توده‌ای - ۱۹۷۹ (به انگلیسی: The Nature of Mass Poverty) - ترجمه فارسی: کوروش زعیم، انتشارات هما، ۱۳۶۰.
- کالبدشناسی قدرت - ۱۹۸۳ (به انگلیسی: The Anatomy of Power) - ترجمه فارسی: احمد شهسا، ۱۳۶۶.